# Torrelapaja
Torrelapaja (aragónul Torre la Palla) község Spanyolországban,  Zaragoza tartományban. Torrelapaja Ciria, Malanquilla, Bijuesca, Berdejo és Reznos községekkel határos. Lakosainak száma 29 fő (2024).

## Népesség
A település népessége az utóbbi években az alábbiak szerint változott:
| Lakosok száma | 44   | 40   | 42   | 42   | 39   | 35   | 34   | 32   | 35   | 29   |
|               | 2001 | 2004 | 2007 | 2009 | 2012 | 2014 | 2017 | 2019 | 2022 | 2024 |